# Mövatten
Mövatten är en sjö i Kungsbacka kommun i Halland och ingår i Rolfsåns huvudavrinningsområde. Sjön är 9,7 meter djup, har en yta på 0,02 kvadratkilometer och befinner sig 120 meter över havet.